# Grote sterdodecaëder
Een grote sterdodecaëder is in de meetkunde een van de vier kepler-poinsot-lichamen.
Een grote sterdodecaëder kan net zoals ieder ander kepler-poinsot-lichaam worden gezien als een sterveelvlak en als een gewoon veelvlak.
De grote sterdodecaëder heeft, wanneer gezien als sterveelvlak, 12 pentagrammen als zijvlak. De 20 hoekpunten liggen op een regelmatig twaalfvlak, op een dodecaëder. In ieder hoekpunt komen drie pentagrammen samen. De eulerkarakteristiek van een grote sterdodecaëder is twee, zoals ook voor alle veelvlakken, die niet zelfdoorsnijdend zijn.
Een grote sterdodecaëder kan ook als een regelmatig twintigvlak, als een icosaëder, worden gezien met op ieder zijvlak daarvan, dat zijn gelijkzijdige driehoeken, een puntvormige, driezijdige piramide. Dat regelmatige twintigvlak is de kern van de grote sterdodecaëder.
De oppervlakte {\displaystyle A} van een kleine sterdodecaëder, waarvan de lengte van een ribbe van het omvatte regelmatige twintigvlak 1 wordt genomen, is:
{\displaystyle A=15{\sqrt {5+2{\sqrt {5}}}}}
De inhoud {\displaystyle V} wordt gegeven door:
{\displaystyle V={\frac {5\left(3+{\sqrt {5}}\right)}{4}}}
- (en)  MathWorld. Great Stellated Dodecahedron